# 魔戒：洛汗人之戰
《魔戒：洛汗人之戰》（英語：The Lord of the Rings: The War of the Rohirrim）是一部2024年美日合製動畫奇幻電影，由神山健治執導，傑佛瑞·阿迪斯、威爾·馬修斯、菲比·吉廷斯和阿提·帕帕喬治編劇。該片改編自J·R·R·托爾金創作的奇幻小說《魔戒》，為《魔戒電影三部曲》的前傳，講述傳說中的洛汗國王聖盔·鎚手的故事。
《魔戒：洛汗人之戰》由華納兄弟排定2024年12月13日在美國上映。

## 劇情
故事背景設置在《魔戒電影三部曲》事件發生的250年前，主角為洛汗第9任國王聖盔·鎚手。

## 配音員
- 布萊恩·考克斯飾演聖盔·鎚手[6]
- 蓋亞·懷斯（Gaia Wise）飾演Hera[6]
- 盧克·帕斯夸尼洛（英语：Luke Pasqualino）飾演Wulf[6]
- 米兰达·奥图飾演伊歐玟（旁白）[6]
- 勞倫斯·烏彭·威廉斯（Laurence Ubong Williams）飾演Fréaláf Hildeson[7]
- 肖恩·杜利（英语：Shaun Dooley）飾演Freca[7]

## 製作
2021年6月，新線影業在《魔戒首部曲：魔戒現身》上映20週年期間，宣佈正在與華納兄弟動畫公司合作開發一部《魔戒電影三部曲》的前傳動畫電影，片名定為《魔戒：洛汗人之戰》（The Lord of the Rings: The War of the Rohirrim），由神山健治執導，傑佛瑞·阿迪斯（Jeffrey Addiss）和威爾·馬修斯（Will Matthews）共同編劇，《魔戒電影三部曲》和《哈比人電影系列》的編劇菲利帕·鮑恩斯擔任顧問。

## 迴響

### 評價
爛番茄根據147條評論，本片獲得48%的新鮮度，平均得分5.7／10，觀眾的好評度為70%，平均得分3.7／5。在Metacritic上，本片獲得54分。

## 外部連結
- 互联网电影数据库（IMDb）上《魔戒：洛汗人之戰》的资料（英文）
- 爛番茄上《魔戒：洛汗人之戰》的資料（英文）
- Box Office Mojo上《魔戒：洛汗人之戰》的资料（英文）
- Metacritic上《魔戒：洛汗人之戰》的資料（英文）
- AllMovie上《魔戒：洛汗人之戰》的资料（英文）
- 開眼電影網上《魔戒：洛汗人之戰》的資料（繁體中文）
- 豆瓣电影上《魔戒：洛汗人之戰》的資料 （简体中文）
- 时光网上《魔戒：洛汗人之戰》的資料（简体中文）